# Vila Nova de Milfontes
Vila Nova de Milfontes é uma vila portuguesa, sede da Freguesia de Vila Nova de Milfontes. Esta freguesia do Município de Odemira conta com 75,88 km² de área e 5660 habitantes (censo de 2021), tendo, por isso, uma densidade populacional de 74,6 hab./km².
Vila Nova de Milfontes está situada na margem norte/direita do rio Mira, próxima da sua foz. Encontra-se inserida no Parque Natural do Sudoeste Alentejano e Costa Vicentina.

## Demografia
A população registada nos censos foi:
| Distribuição da População por Grupos Etários | Distribuição da População por Grupos Etários | Distribuição da População por Grupos Etários | Distribuição da População por Grupos Etários | Distribuição da População por Grupos Etários |
| -------------------------------------------- | -------------------------------------------- | -------------------------------------------- | -------------------------------------------- | -------------------------------------------- |
| Ano                                          | 0-14 Anos                                    | 15-24 Anos                                   | 25-64 Anos                                   | > 65 Anos                                    |
| 2001                                         | 687                                          | 613                                          | 2306                                         | 652                                          |
| 2011                                         | 830                                          | 478                                          | 2789                                         | 934                                          |
| 2021                                         | 730                                          | 572                                          | 3193                                         | 1165                                         |

## História
Considerado um dos melhores portos naturais da costa sul do país, a primitiva ocupação deste trecho do litoral remonta à Idade do Ferro, tendo existido uma necrópole de origem fenícia e cartaginesa na freguesia, nomeadamente nos Foros do Galeado, descoberta em 1939. Comprovado o papel da localidade como um antigo e importante porto marítimo, cujo principal objetivo seria a troca e venda de minérios e de outros bens materiais e alimentares com outros povos mediterrânicos, após novas intervenções arqueológicas, várias fundações de edifícios e portos situados na margem direita do rio Mira foram descobertas, corroborando também a presença de grandes povoações gregas e romanas na região ao longo dos séculos.
Com a queda do Império Romano do Ocidente, a região foi invadida por várias tribos bárbaras, destacando-se os alanos, cuja sede do seu reino situava-se em Pax Julia, a atual cidade de Beja, e os visigodos que conquistaram posteriormente o território, integrando-o no Reino Visigótico até o ano de 711, quando foram derrotados pelo Califado Omíada, durante a Invasão Muçulmana da Península Ibérica.
À época da Reconquista Cristã da Península Ibérica, no século XIII, a pequena povoação pesqueira foi fortificada por ordem de D. Soeiro Viegas (1210-1232), 4.º Bispo de Lisboa, e posteriormente, por D. Afonso III (1248-1279), que lhe passou Carta de Foral e fez largas doações dos seus terrenos, com o intuito de repovoar a região, à Ordem de Santiago como recompensa pelo seu importante papel na guerra contra os mouros.
Em 1486, D. João II (1481-1495) atribuiu o estatuto de vila ao local chamado então de Milfontes, com o propósito de proteger e desenvolver o movimento comercial, desanexando o seu território do concelho de Sines, a que antes pertencia, e criando, deste modo, um novo concelho que durou entre 1486 e 1836. 
Por se situar na costa marítima, entre os séculos XVI e XVIII, a região foi frequentemente assolada de forma dramática por piratas, que pilhavam e assaltavam a população e as embarcações atracadas no seu porto, tendo no século XV decorrido um dos mais violentos ataques à povoação, sendo esta incendiada pelo corso magrebino e ficado deserta após o ataque. De modo a fazer face a este clima de medo e instabilidade e visando o seu repovoamento, em 1512, D. Manuel I (1495-1521) emitiu um novo Foral, renomeou a povoação de Vila Nova de Mil Fontes e em 1552 mandou edificar um novo forte, no local onde se situava a antiga fortificação em ruínas. Por ordem régia de D. Filipe II de Portugal e III de Espanha (1598-1621), após um novo ataque em 1590, o forte de São Clemente, também conhecido como Castelo de Milfontes, foi erigido no mesmo local.
No século XIX, Vila Nova de Milfontes era uma pequena vila piscatória e como sede de concelho nunca foi um polo atrativo, contando no ano de 1801 com apenas 1559 habitantes. Perdendo o título de concelho em 1836, a vila foi integrada no extinto concelho do Cercal e posteriormente, em 1855, no de Odemira ao qual ainda hoje pertence.
Ainda no século XX, a localidade tornou-se no palco de um dos principais feitos da aviação portuguesa que foi a primeira travessia área entre Portugal e Macau, realizada pelos aviadores Brito Paes, natural de Colos, no concelho de Odemira, e Sarmento Beires. Dois anos após a primeira travessia aérea do Atlântico Sul, realizada entre Lisboa e o Rio de Janeiro, por Gago Coutinho e Sacadura Cabral, a viagem rumo ao Oriente a bordo do avião Pátria começou a 7 de abril de 1924, tendo sido escolhido como local de partida o Campo dos Coitos, junto a Milfontes. Em homenagem aos aviadores e ao seu feito histórico, foi erguido na Praça da Barbacã, junto ao forte de São Clemente, um monumento que recorda a viagem da autoria do arquiteto Geraldes Cardoso e do escultor Soares Branco.

## Património

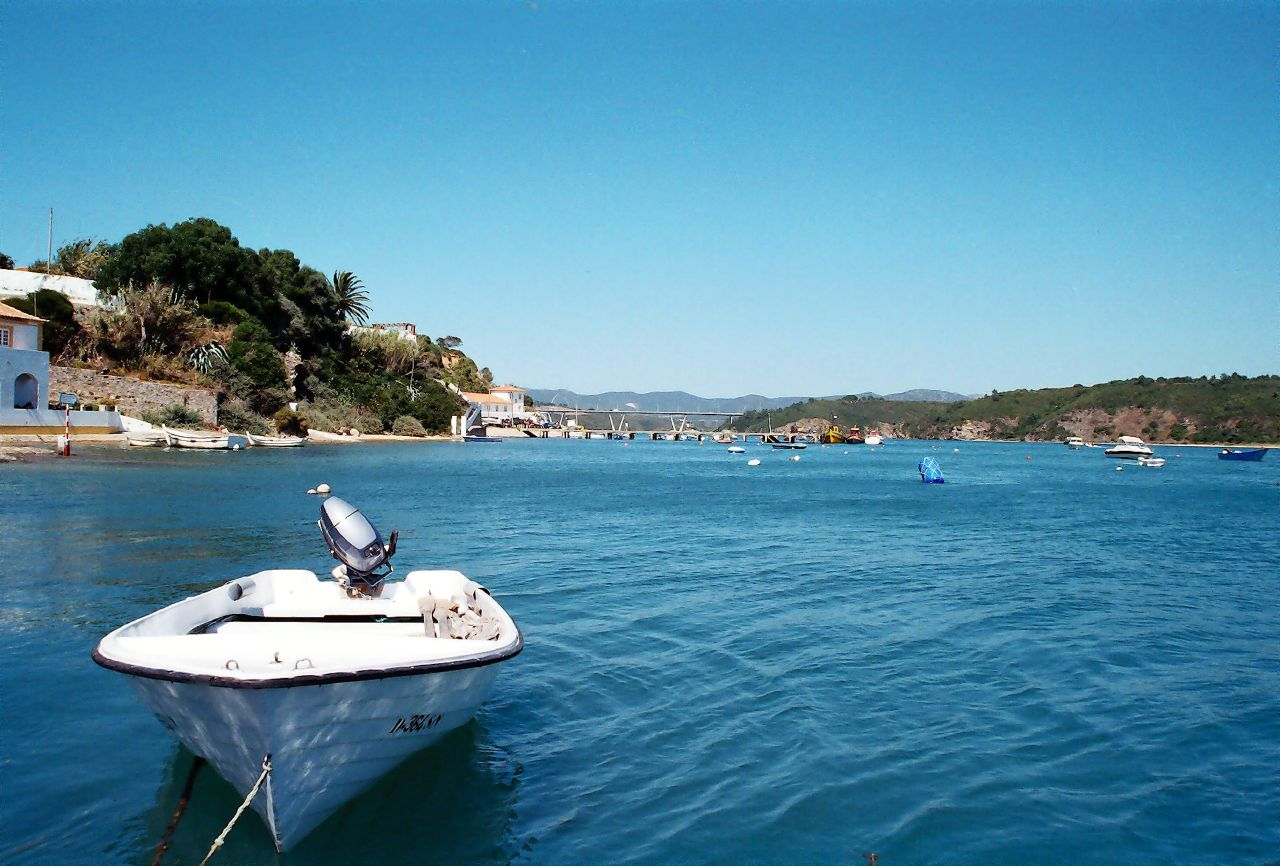
Estuário do Rio Mira, Vila Nova de Milfontes

### Património Cultural
- Forte de São Clemente ou Castelo de Vila Nova de Milfontes
- Parque Natural do Sudoeste Alentejano e Costa Vicentina
- Igreja Matriz
- Ermida de Santo António da Cela
- Ermida de São Sebastião
- Estalagem da Ordem de Santiago
- Farolim de Vila Nova de Milfontes
- Moinho de maré do Ameirial
- Moinho de Maré da Asneira
- Moinho de maré da Gama
- Moinho de maré de Louraz
- Moinho de maré dos Moitas
- Moinho de maré do Roncão
- Moinho de vento dos Forninhos
- Sítio arqueológico de Alpendurada
- Sítio arqueológico da Eira da Pedra

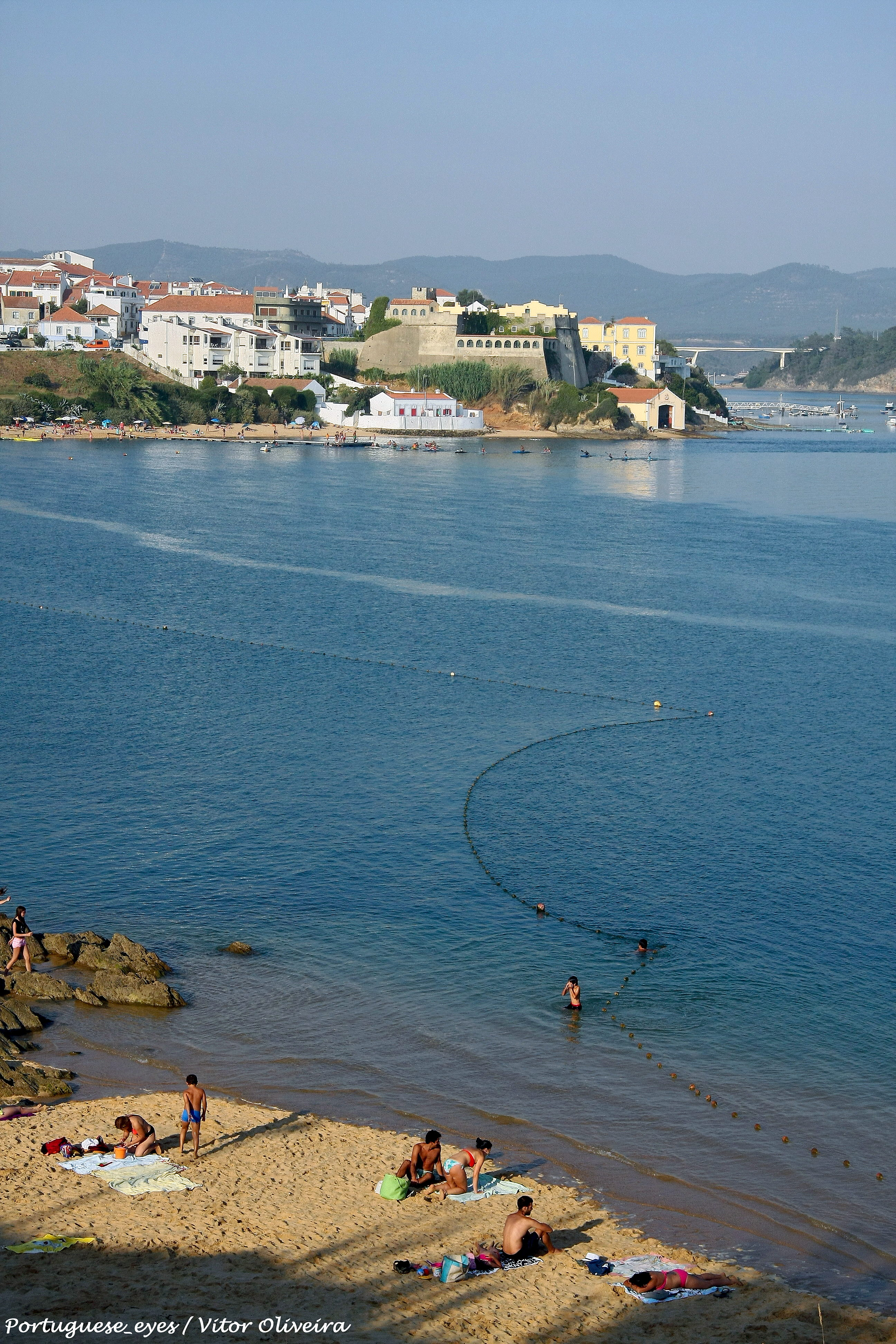
Vila Nova de Milfontes

### Outros Pontos de Interesse
- Centro de Interpretação dos Charcos Temporários Mediterrânicos do Sudoeste Alentejano
- Cinema Girassol
- Estátua Arcanjo
- Estuário do Rio Mira
- Farol de Vila Nova de Milfontes
- Jardim Público de Vila Nova de Milfontes
- Mercado de Vila Nova de Milfontes
- Mercado das Brunheiras
- Monumento aos Aviadores
- Ponte de Vila Nova de Milfontes
- Porto de Pesca das Barcas
- Portinho do Canal
- Praia dos Aivados
- Praia da Angra da Barreta
- Praia da Angra da Cerva
- Praia do Burdo
- Praia da Cruz
- Praia do Carreiro da Fazenda
- Praia das Furnas
- Praia da Franquia
- Praia do Farol
- Praia do Malhão
- Praia do Patacho
- Praia do Porto das Barcas

## Festas e Romarias
Nossa Senhora da Graça é a padroeira de Vila Nova de Milfontes, realizando-se anualmente no dia 8 de Agosto uma festa em sua honra, sendo a procissão fluvial o ponto alto das celebrações. 
Anualmente, entre Abril e Maio, realiza-se a feira do turismo, onde há animação musical, tendas gastronómicas e outras atrações, nomeadamente na Avenida Marginal da Praia, contando a freguesia com ainda mais duas feiras anuais, que decorrem no recinto do Mercado das Brunheiras a 1 de maio e 8 de agosto.

## Economia
As principais funções económicas da freguesia são o turismo, o comércio e serviços, a agricultura, a pecuária, a pesca (o portinho do Canal é o maior porto de pesca do concelho), a construção civil e ainda a produção florestal.

## Localidades
A freguesia de Vila Nova de Milfontes é constituída por 64 localidades:
Águas Ferrenhas, Alagoachos, Aldeamento Moinho da Asneira, Ameiralinho, Bogaga, Brejo da Zimbreira, Brejo do Armando, Brejo dos Pinheiros, Brejos da Comenda, Brejos das Figueiras, Brejos do Bom Comer, Brunheiras, Bufardas, Cerca da Casa, Cerca do Canal, Cerca do Moinho de Vento, Chaviscas, Farol, Fonte da Burra, Foros da Alpendurada, Foros da Caiada, Foros da Pereira, Foros da Pereirinha, Foros de Galeado, Foros do Freixial, Furnas, Lagoa das Gansas, Lagoa dos Gansos, Malhadinhas, Monte da Boa Vistinha, Monte da Gama, Monte da Vigia, Monte das Canas, Monte das Casas Novas, Monte das Dobadoras, Monte das Pereiras, Monte de Adail, Monte do Amaral, Monte do Barranco, Monte do Delevado, Monte do Freixial, Monte do Malhão, Monte dos Parvos, Monte Fiuza, Monte Moinho Novo, Pousadas Novas, Pousadas Velhas, Quinta da Assumada, Quinta da Boa Vista, Quinta da Viola, Quinta de São Valentim, Quinta do Areeiro, Quinta Lopes Almeida, Ribeira da Azenha, Samoqueira, Sela de Baixo, Sela de Cima, Sela do Meio, Vela de Estai, Venda Fria, Vila de Campos, Vila Formosa, Vila Nova de Milfontes, Viveiros da Vila Nova.

## Imigração
Desde a segunda metade da década de 2010 que a freguesia de Vila Nova de Mil Fontes - num contexto que tem como pano de fundo o município de Odemira, em geral - assiste a uma acentuada vaga de imigração proveniente do subcontinente indiano. 
Antes, por volta da viragem do milénio - e tal como muitos outro pontos do país -, a imigração para a freguesia era essencialmente constituída por pessoas provenientes do Leste europeu.
O atual presidente da junta de freguesia (mandato 2021-2025), Francisco Lampreia, afirmou em 2023 que os imigrantes já superavam 50̤ por cento da população da mesma (segundo o XVI Recenseamento Geral da População de Portugal (vulgo "Censos 2021"), entre 2011 e 2021 a população migrante do município de Odemira aumentou 13̥ por cento).

## Eleições

### Junta de Freguesia
| Data | %       | M       | %    | M  | %    | M  | %       | M       | %   | M   | %       | M       |
| Data | APU/CDU | APU/CDU | PS   | PS | AD   | AD | PPD/PSD | PPD/PSD | IND | IND | PSD-CDS | PSD-CDS |
| ---- | ------- | ------- | ---- | -- | ---- | -- | ------- | ------- | --- | --- | ------- | ------- |
| 1976 | 50,1    | 5       | 44,0 | 4  |      |    |         |         |     |     |         |         |
| 1979 | 65,4    | 9       | 10,2 | 1  | 22,3 | 3  | AD      | AD      |     |     |         |         |
| 1982 | 58,3    | 8       | 15,2 | 2  | 22,2 | 3  | AD      | AD      |     |     |         |         |
| 1985 | 57,7    | 6       | 16,0 | 1  |      |    | 23,4    | 2       |     |     |         |         |
| 1989 | 32,6    | 3       | 53,1 | 5  | 10,5 | 1  |         |         |     |     |         |         |
| 1993 | 20,5    | 2       | 24,0 | 2  | 11,2 | 1  | 40,2    | 4       |     |     |         |         |
| 1997 | 24,7    | 2       | 32,7 | 3  |      |    | 37,9    | 4       |     |     |         |         |
| 2001 | 19,7    | 2       | 52,6 | 5  | 23,0 | 2  |         |         |     |     |         |         |
| 2005 | 21,3    | 2       | 34,2 | 3  | 29,5 | 3  | 9,6     | 1       |     |     |         |         |
| 2009 | 15,4    | 1       | 27,9 | 3  | 21,1 | 2  | 29,3    | 3       |     |     |         |         |
| 2013 | 16,7    | 2       | 32,7 | 3  | 12,3 | 1  | 29,4    | 3       |     |     |         |         |
| 2017 | 8,7     | 1       | 58,3 | 6  | 19,3 | 2  | 4,5     | -       |     |     |         |         |